# Finlande au Concours Eurovision de la chanson 2017
La Finlande est l'un des quarante-deux pays participants du Concours Eurovision de la chanson 2017, qui se déroule à Kiev en Ukraine. Le pays est représenté par le duo Norma John et leur chanson Blackbird, sélectionnés via l'Uuden Musiikin Kilpailu 2017 (UMK). Arrivé 12e avec 92 points en demi-finale, le pays échoue à se qualifier pour la finale de l'Eurovision.

## Sélection
Le diffuseur finlandais confirme sa participation le 15 mai 2016. Le format Uuden Musiikin Kilpailu est reconduit pour la sélection.

## Uuden Musiikin Kilpailu
| Uuden Musiikin Kilpailu – 28 janvier 2017 | Uuden Musiikin Kilpailu – 28 janvier 2017 | Uuden Musiikin Kilpailu – 28 janvier 2017 | Uuden Musiikin Kilpailu – 28 janvier 2017                                                    | Uuden Musiikin Kilpailu – 28 janvier 2017 | Uuden Musiikin Kilpailu – 28 janvier 2017 | Uuden Musiikin Kilpailu – 28 janvier 2017 | Uuden Musiikin Kilpailu – 28 janvier 2017 | Uuden Musiikin Kilpailu – 28 janvier 2017 |
| Ordre                                     | Artiste                                   | Chanson                                   | Compositeurs                                                                                 | Jury                                      | Télévote                                  | Total                                     | Place                                     |                                           |
| ----------------------------------------- | ----------------------------------------- | ----------------------------------------- | -------------------------------------------------------------------------------------------- | ----------------------------------------- | ----------------------------------------- | ----------------------------------------- | ----------------------------------------- | ----------------------------------------- |
| 1                                         | Emma                                      | Circle of Light                           | Jonas Olsson, Heidi Maria Paalanen, Aku Rannila, Saara Törmä                                 | 53                                        | 53                                        | 106                                       | 3                                         |                                           |
| 2                                         | Alva                                      | Arrows                                    | Arto Ruotsala, Milos Rosas, Aatu Mällinen                                                    | 15                                        | 48                                        | 63                                        | 6                                         |                                           |
| 3                                         | Günther & D'Sanz                          | Love Yourself                             | Mats Söderlund, Amir Aly, Tomas Cederholm, Robin Abrahamsson, Niklas Nylund                  | 37                                        | 45                                        | 82                                        | 5                                         |                                           |
| 4                                         | Anni Saikku                               | Reach Out for the Sun                     | Mia Kemppainen, Perttu Kurttila                                                              | 43                                        | 16                                        | 59                                        | 7                                         |                                           |
| 5                                         | Knucklebone Oscar & The Shangri-La Rubies | Caveman                                   | Baldauf, Martimo, Salomaa, Kumpulainen, Vettenranta, Bachér, Schönberg                       | 5                                         | 13                                        | 18                                        | 10                                        |                                           |
| 6                                         | Norma John                                | Blackbird                                 | Lasse Piirainen, Leena Tirronen                                                              | 94                                        | 88                                        | 182                                       | 1                                         |                                           |
| 7                                         | Lauri Yrjölä                              | Helppo elämä                              | Lauri Yrjölä                                                                                 | 43                                        | 15                                        | 58                                        | 8                                         |                                           |
| 8                                         | Club La Persé                             | My Little World                           | Princess Julia, Luke Howard, Jaakko Salovaara                                                | 21                                        | 29                                        | 50                                        | 9                                         |                                           |
| 9                                         | Zühlke                                    | Perfect Villain                           | Nalle Ahlstedt, Christian Ingebrigtsen, Silje Nymoen                                         | 74                                        | 71                                        | 145                                       | 2                                         |                                           |
| 10                                        | My First Band                             | Paradise                                  | Antti Koivula, Heikki Puhakainen, Heikki Kytölä, Juho Vehmanen, Mikko Virta, Jurek Reunamäki | 45                                        | 52                                        | 97                                        | 4                                         |                                           |

### Vote détaillé des jurys internationaux
| Ordre | Chanson                 | Drapeau de l'Estonie | Drapeau de la France | Drapeau de l'Islande | Drapeau d’Israël | Drapeau de la Lettonie | Drapeau de la Norvège | Drapeau de l'Espagne | Drapeau de la Suède | Drapeau de l'Ukraine | Drapeau du Royaume-Uni | Total |
| ----- | ----------------------- | -------------------- | -------------------- | -------------------- | ---------------- | ---------------------- | --------------------- | -------------------- | ------------------- | -------------------- | ---------------------- | ----- |
| 1     | "Circle of Light"       | 1                    | 12                   | –                    | 6                | 2                      | 2                     | 8                    | 10                  | 2                    | 10                     | 53    |
| 2     | "Arrows"                | 8                    | –                    | –                    | 1                | –                      | –                     | 2                    | 4                   | –                    | –                      | 15    |
| 3     | "Love Yourself"         | –                    | 2                    | 10                   | 2                | –                      | 8                     | –                    | 8                   | 1                    | 6                      | 37    |
| 4     | "Reach Out for the Sun" | –                    | 4                    | 8                    | 12               | 10                     | 6                     | 1                    | –                   | –                    | 2                      | 43    |
| 5     | "Caveman"               | 2                    | –                    | 1                    | –                | 1                      | –                     | –                    | –                   | –                    | 1                      | 5     |
| 6     | "Blackbird"             | 12                   | 10                   | 12                   | 4                | 12                     | 10                    | 12                   | 6                   | 4                    | 12                     | 94    |
| 7     | "Helppo elämä"          | 4                    | 1                    | 2                    | –                | 4                      | 4                     | 4                    | 12                  | 8                    | 4                      | 43    |
| 8     | "My Little World"       | –                    | –                    | 4                    | 10               | –                      | –                     | –                    | 1                   | 6                    | –                      | 21    |
| 9     | "Perfect Villain"       | 6                    | 8                    | 6                    | 8                | 6                      | 12                    | 10                   | –                   | 10                   | 8                      | 74    |
| 10    | "Paradise"              | 10                   | 6                    | –                    | –                | 8                      | 1                     | 6                    | 2                   | 12                   | –                      | 45    |

### Porte-paroles
- – Mart Normett
- – Edoardo Grassi
- – Hera Ólafsdóttir
- – Alon Amir
- – Zita Kaminska
- – Hege Aarflot Nelvik
- – Federico Llano
- – Edward af Sillén
- – Andrii Olefirov
- – William Lee Adams

## À l'Eurovision
La Finlande participe à la première demi-finale, le 9 mai 2017. Arrivé 12e avec 92 points, le pays ne s'est pas qualifié pour la finale.